# Jack Cowley
John Bennett Cowley (3 tháng 2 năm 1877 – 21 tháng 12 năm 1926) là một cầu thủ bóng đá người Anh có 68 lần ra sân ở Football League thi đấu cho Lincoln City. He played at tiền vệ cánh trái. Ông cũng thi đấu tại Southern League cho Swindon Town.